# Simsonweg

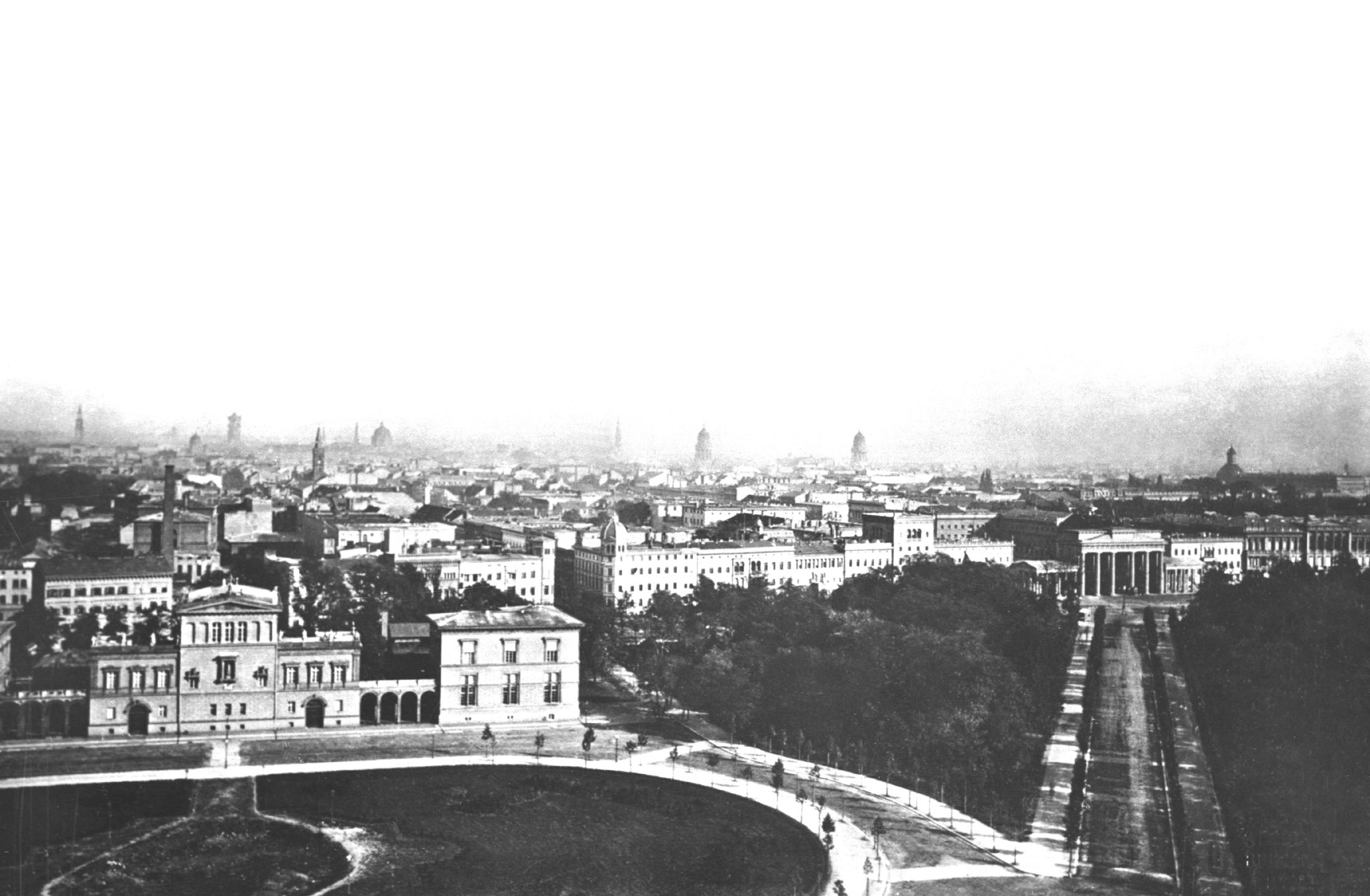
Blick von der Siegessäule 1884 auf die Friedensallee (rechts im Bild)

Der Simsonweg (ehemals: Friedensallee) ist ein Pfad im Großen Tiergarten in Berlin. Er führt vom Platz der Republik (ehemals: Königsplatz) bis vor das Brandenburger Tor.

## Geschichte
Die Friedensallee wurde 1873 im Zuge des Baus der Siegesallee errichtet. Sie sollte an den Sieg im Deutsch-Französischen Krieg erinnern. Die Friedensallee sollte hierbei die Siegessäule, damals noch auf dem alten Standplatz vor dem Palais Raczyński (wo jetzt das Reichstagsgebäude steht), mit dem Brandenburger Tor verbinden, dessen Namen auch ursprünglich mit Friedenstor vorgesehen war. 
Im Jahr 1976 wurde die Allee eingezogen und der verbleibende Fußweg in Simsonweg umbenannt. Der Weg wurde nach dem Politiker und Juristen Eduard von Simson benannt. 2012 wurde am Simsonweg das Denkmal für die im Nationalsozialismus ermordeten Sinti und Roma Europas eingeweiht.
Koordinaten: 52° 31′ 2,1″ N, 13° 22′ 31,4″ O